# ميخائيل كونراد سوفوس إميل أوبيرت
ميخائيل كونراد سوفوس إميل أوبيرت هو قاضي وسياسي نرويجي، ولد في 2 يوليو 1811 في كريستيانية ‏ في النرويج، وتوفي في 8 نوفمبر 1872.

## مناصب
- انتخب County Governor of Sogn og Fjordane ‏ (1852 – 1860).
- انتخب نائب عضو برلمان النرويج  [لغات أخرى]‏ عن دائرة  خلال فترته النيابية ‏ (1865 – 1867).
- انتخب نائب عضو برلمان النرويج  [لغات أخرى]‏ عن دائرة  خلال فترته النيابية ‏ (1862 – 1864).
- انتخب نائب عضو برلمان النرويج  [لغات أخرى]‏ عن دائرة Nordre Bergenhus amt ‏ خلال فترته النيابية ‏ (1857 – 1858).
- انتخب عضو برلمان النرويج  [لغات أخرى]‏ عن دائرة  خلال فترته النيابية ‏ (1851 – 1853).